# Igreja Matriz de Vinhó
A Igreja Matriz de Vinhó, também referida como Igreja do antigo Convento da Madre de Deus, Mosteiro da Madre de Deus de Vinhó e Igreja Paroquial de Vinhó, é uma igreja localizada em Vinhó, na atual freguesia de Moimenta da Serra e Vinhó, no Município de Gouveia.
O interior da igreja de feição barroca é coberto por um teto apainelado, com quarenta e cinco caixotões pintados a óleo e encaixilhados em talha dourada.  
Encontra-se classificada como Imóvel de Interesse Público desde 1962.

## História
Foi outrora o Convento da Madre de Deus, cuja construção se iniciou em 1567 e finou-se em 20 de junho de 1573, na Quinta de Vinhó, pertencente a D.ª Antónia de Teive e Francisco de Sousa (fidalgo da Casa Real), que o dotaram com todos os seus bens. Os restos mortais dos fundadores permanecem dentro da igreja, em ataúde de pedra.
Por ele passaram centenas de clarissas, sendo a Tia Baptista a mais conhecida pelos dotes milagrosos e pelo boneco conhecido como Menino Jesus da Tia Baptista.
Fechou a 28 de Maio de 1834 por decreto que ordenava a extinção das Ordens Religiosas.